# Amphichaetodon howensis
Amphichaetodon howensis, tên thường gọi là cá bướm đảo Lord Howe, là một loài cá biển thuộc chi Amphichaetodon trong họ Cá bướm. Loài này được mô tả lần đầu tiên vào năm 1903.

## Phân bố và môi trường sống
A. howensis chỉ xuất hiện ở phía tây nam Thái Bình Dương và được ghi nhận ở một số địa điểm: đảo Lord Howe, đảo Norfolk, bang New South Wales và Queensland (thuộc bờ biển đông Úc); New Zealand và quần đảo Kermadec; quần đảo Chesterfield (New Caledonia) A. howensis thường sống xung quanh các rạn san hô và các bãi đá ngầm ở độ sâu khoảng 10 – 150 m, nhưng hiếm khi gặp ở vùng nước nông.

## Mô tả
A. howensis trưởng thành dài khoảng 18 cm. Thân trên của A. howensis có màu vàng, trong khi phần dưới có màu xám bạc. Hai bên thân là những sọc dải màu đen, trong đó có một dải băng qua mắt. Phần mõm ngắn và nhọn; phía trên mõm có một dải màu đen. Vây lưng có nhiều tia gai màu vàng; vây đuôi màu vàng và có một dải đen; vây bụng có màu đen đi kèm với một ngạnh màu trắng.
Số ngạnh ở vây lưng: 12; Số vây tia mềm ở vây lưng: 22 - 23; Số ngạnh ở vây hậu môn: 3; Số vây tia mềm ở vây hậu môn: 16.
Thức ăn của A. howensis chủ yếu là rong tảo và những loài động vật không xương sống. Chúng được quan sát là sống đơn lẻ hoặc thành đôi vào mùa giao phối.
A. howensis đôi khi cũng được đánh bắt để xuất khẩu trong ngành thương mại cá cảnh.

## Hình ảnh

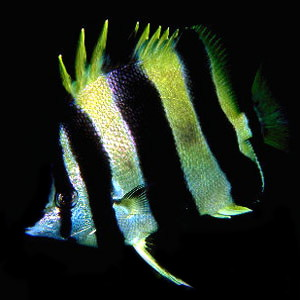